# Аль-Бурудж
Аль-Буру́дж (араб. البروج — Созвездия) — восемьдесят пятая сура Корана. Сура мекканская.  Состоит из 22 аятов.

## Содержание
В суре утешение и напоминание верующим и устрашение и угроза неверным. Далее в суре рассказывается о том, что творили нечестивые тираны с верующими, о том, что обещано верующим, и об устрашении и предупреждении нечестивцам. В суре указано на то, что истина во все времена встречает сопротивление со стороны её противников и подчеркивается, что Коран, являющийся основой и опорой истины, не подвергается сомнению, даже если его отрицали люди.

 Клянусь небом с созвездиями Зодиака! ۝ Клянусь днём обещанным! ۝ Клянусь свидетельствующим и засвидетельствованным! ۝ Да сгинут собравшиеся у рва - ۝ огненного, поддерживаемого растопкой! ۝ Вот они уселись возле него, ۝ будучи свидетелями того, что творят с верующими. ۝ Они вымещали им только за то, что те уверовали в Аллаха Могущественного, Достохвального, ۝ Которому принадлежит власть над небесами и землёй. Аллах же - Свидетель всякой вещи! ۝ Тем, которые подвергли искушению (или сожгли в огне) верующих мужчин и женщин и не раскаялись, уготованы мучения в Геенне, мучения от обжигающего Огня. ۝ Тем же, которые уверовали и совершали праведные деяния, уготованы Райские сады, в которых текут реки. Это - великое преуспеяние! ۝ Воистину, Хватка твоего Господа сурова! ۝ Воистину, Он начинает и повторяет (создает творение в первый раз и воссоздает его или начинает наказывать в этом мире и возобновляет наказание в Последней жизни). ۝ Он - Прощающий, Любящий (или Любимый), ۝ Владыка Трона, Славный (или Владыка Трона славного). ۝ Он вершит то, что пожелает. ۝ Дошёл ли до тебя рассказ о воинствах, ۝ о Фараоне и самудянах? ۝ Но неверующие считают это ложью, ۝ Аллах же окружает их сзади. ۝ Да, это - Славный Коран ۝ в Хранимой скрижали. 
—  85:1—22 (Кулиев)